# 香魚
香魚（學名：Plecoglossus altivelis），為知名的食用魚，是胡瓜魚目香魚科香魚屬的唯一一種。又稱為國姓魚或𫙮魚。

## 亞種
香魚有3個亞種，但是其定義還存在爭議：
- Plecoglossus altivelis altivelis (Temminck & Schlegel, 1846)
- Plecoglossus altivelis chinensis (Y. F. Wu & X. J. Shan, 2005)
- Plecoglossus altivelis ryukyuensis (M. Nishida, 1988)

## 分布
香魚分布於中國大陆、臺灣、韓國、日本，为温水性中小型淡水鱼类。 2016年台灣原生種香魚宣告滅絕。，現在重新在台灣建立的香魚族群是從日本人為引入的陸封型的香魚族群。

## 特徵
香魚體延長而側扁，頭小，吻端下彎，形成鉤吻。下颌前端各有一突起，兩突起之間成明顯的凹陷。上下頷各有一行寬扁細牙，能活動，著生於皮上。犁骨無牙，顎骨和舌上具牙。全身除頭部外均備有細小圓鱗。具脂鰭，體背淡黃綠色，腹部銀白色；胸鰭後方有一鮮黃斑點。體長可達30公分左右。

## 生態
香魚在其分佈區內有三個不同的生態觀，即終生生活於湖泊的「陸封型」；在湖中生活，但在繁殖期上溯到河川2至3公里處產卵的「溯河型」；以及棲息於河川上游，每年秋冬之際，順流到河川下游產卵，產卵後親魚死亡，孵化後仔魚會順游至河口，以浮游生物為食，之後就生活在河川的中上游的「降海型」。成長後的香魚會以附著在岩石上的藻類為食。具強烈的領域性，強壯的成魚會佔領一塊長滿藻類的大礫石，不准其他香魚入侵。因此釣者利用此特性，發明了「友釣法」，利用活的香魚去靠近原佔有領域的香魚，引誘原領域內的香魚去撞擊餌魚而觸發魚鉤。在台灣原產的降河型香魚相傳由鄭成功於九龍江帶香魚到新店溪繁殖，故稱為國姓魚，
因河川汙染及水庫興建而絕種，現由日本引進陸封型，香魚也是日本岐阜縣的縣魚。
明治時期，日本生物學者，石川千代松（ISHIKAWA Chiyomatsu，1860-1935）觀察琵琶湖產陸封型小香魚的特徵。後來發覺控制飼料就能改變其大小而將小香魚試著遷移到東京多摩川，結果可以確認變成大香魚溯上，因而接著將海產魚苗又換成淡水池中養殖等做了多方向研究，因此形成了現今在日本全國河川所看得見魚苗放流之習俗。

## 經濟、學術利用

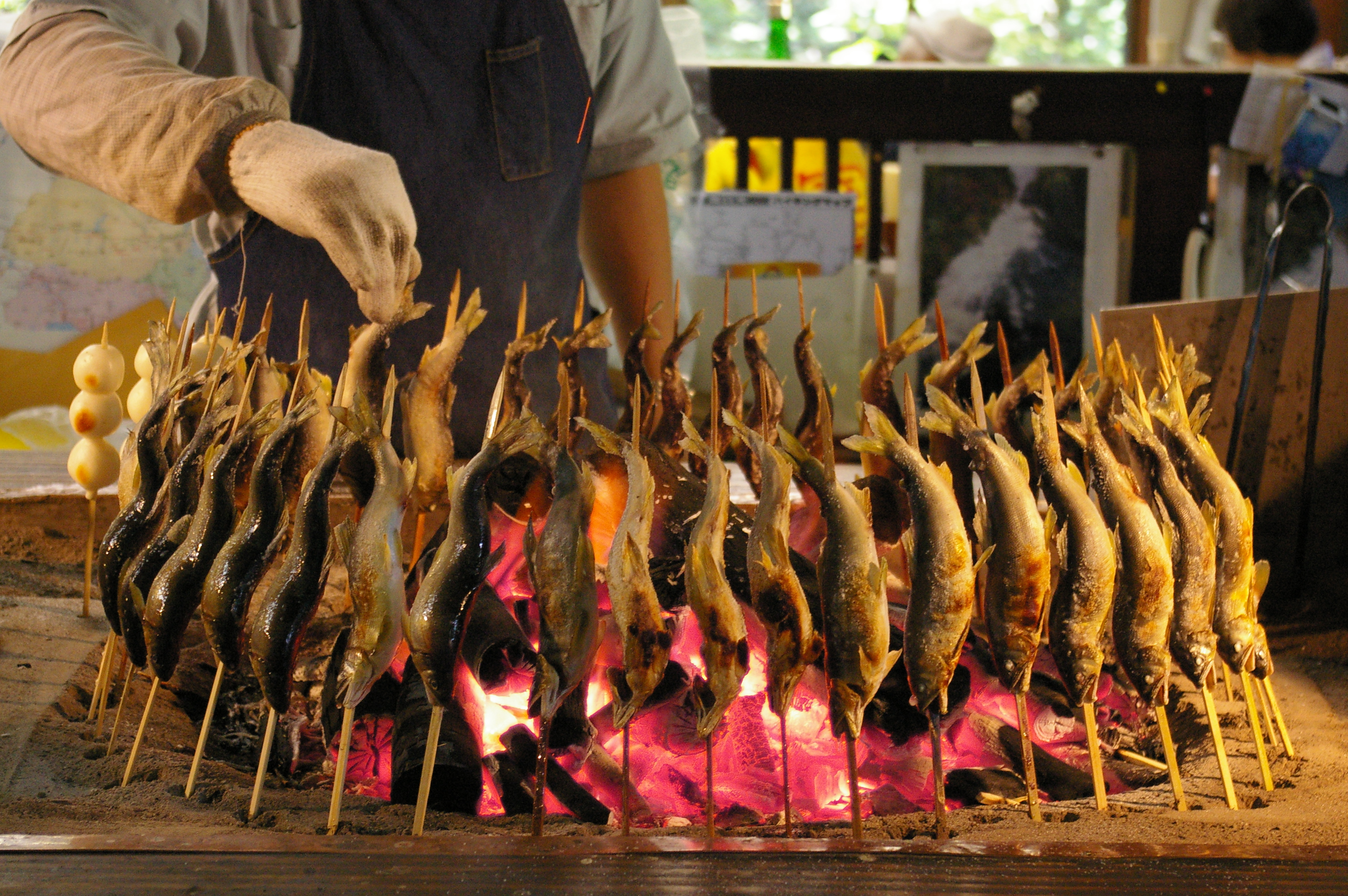
日本的烤香魚

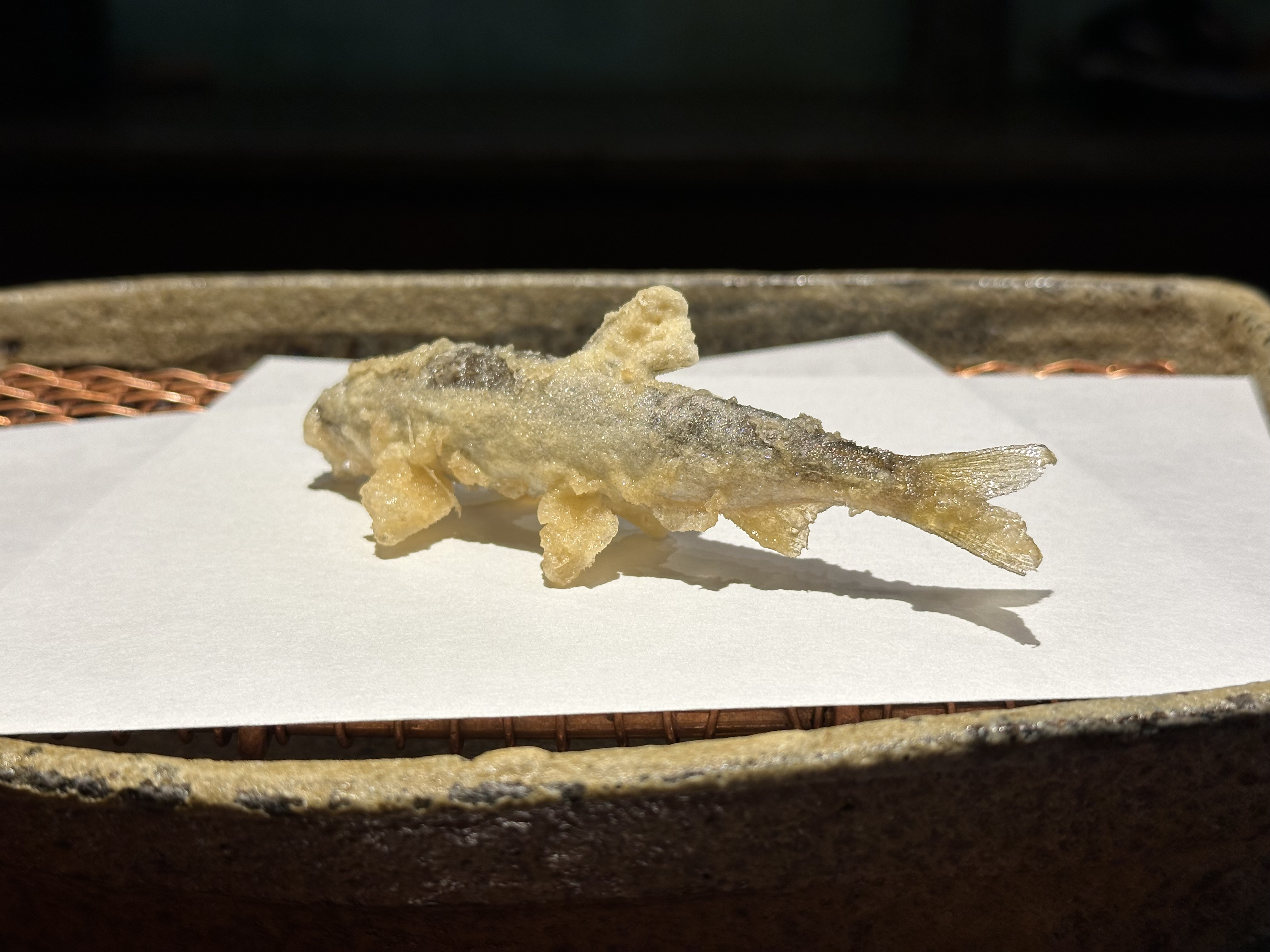
香魚天婦羅

香魚在其分布區內形成了三種不同的生態類型，這是在魚類中是比較少的。特別是「陸封型」這一生態類型的形成，和地殼運動密切相關，通過對「陸封型」香魚的研究，可能闡明地殼運動在局部地區的歷史提供有價值的佐證。
香魚早在明朝萬曆年間就已有史料記載，曾有「雁山出香魚，清甜味有餘」的詩句，被譽為「雁山五珍」之一，具高價值的經濟魚類，香魚肉不多但風味絕佳，以燒烤烹調可完全激發其美味。